# إيلونا بروكوبيفنيوك
إيلونا بروكوبيفنيوك (الأوكرانية: Илона Прокопевниук) هي لاعبة مصارعة حرة أوكرانية فازت بإحدى الميداليات البرونزية في وزن 62 كجم في بطولة العالم للمصارعة 2022 التي أقيمت في بلغراد، صربيا. حصلت على الميدالية البرونزية مرتين في بطولة المصارعة الأوروبية.

## مسيرته المهنية
حصلت بروكوبيفنيوك على الميدالية الفضية في بطولة العالم الأولى تحت 23 عامًا في عام 2017. وفي العام التالي حققت أول مرتبة لها على منصة التتويج في مسابقة الكبار واحتلت المركز الثالث في بطولة أوروبا 2018.
في عام 2020 فازت بالميدالية البرونزية في حدث 62 كجم للسيدات في كأس العالم للمصارعة الفردية الذي أقيم في بلغراد، صربيا. في يونيو 2021 فازت بإحدى بالميدالية البرونزية في حدثها في بطولة بولندا المفتوحة 2021 التي أقيمت في وارسو، بولندا. في أكتوبر 2021 خسرت مباراة الميدالية البرونزية في حدث 62 كجم في بطولة العالم للمصارعة التي أقيمت في أوسلو، النرويج.
في أبريل 2022، فازت بإحدى الميداليات البرونزية في حدث 62 كجم في بطولة أوروبا للمصارعة التي أقيمت في بودابست، المجر. بعد بضعة أشهر فازت بالميدالية الفضية في منافساتها ضمن سلسلة تصنيف ماتيو بيليكوني 2022 التي أقيمت في روما، إيطاليا.